# 美屬薩摩亞徽章
美屬薩摩亞徽章是根據地方上傳統而設計的。
蠅拂（fue）代表智慧，牧杖（To'oto'o）或是權棒代表權威。兩個符號都是演說時的酋長用來彰顯他們的地位之用。塔諾亞（Tanoa，或是稱作kava bowl）代表著向酋長服務。
薩摩亞文的格言「薩摩亞，讓神成為優先」（Samoa Ia Muamua Le Atua）標示在下方。

## 資料來源
- （英文）美屬薩摩亞旅遊局